# Хида (провинция)
Провинция Хида (яп. 飛驒国 Хида но куни) — историческая провинция в Японии.

Провинция Хида на карте Японии (выделена красным, границы по состоянию на 1868 год)

Провинция Хида находилась в центральной части острова Хонсю, в регионе Тосандо, и ныне является северной частью префектуры Гифу. Центральным городом-крепостью провинции был замок Такаяма. Значительную часть её занимали густые леса, в которых разрабатывались также месторождения полезных ископаемых. Из Хиды в соседние провинции поставлялись лесоматериалы и добываемые здесь металлы.

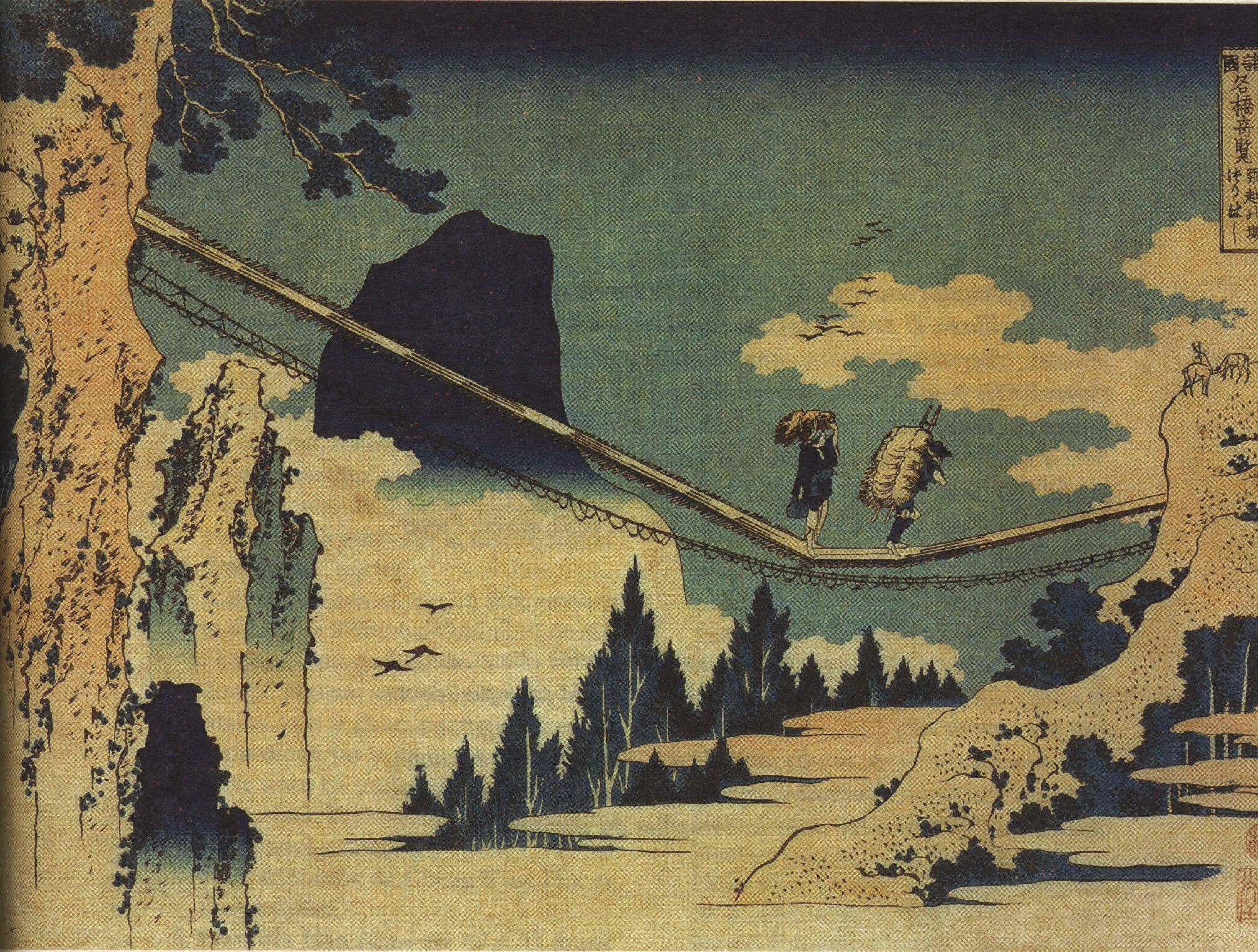
Мост между провинциями Хида и Эттю (картина Хокусая)

В 1585 году в эту область захватил Канамори Нагатика, военачальник Оды Нобунага, а затем — Тоётоми Хидэёси.